# ワイタンギ・ディルドー事件
英語圏でWaitangi dildo incident(ワイタンギ・ディルドー事件)と呼ばれる出来事は、2016年2月5日、ニュージーランドのノースランド地方ワイタンギで起こった。ジョシー・バトラーが、抗議のためにディルドー（実際にはゴム製の音がなるおもちゃ）を経済開発大臣（当時）のスティーブン・ジョイスに投げ、それがジョイスの顔にあたった事件である。国際的なニュースになっただけでなく、様々な形で引用されたりパロディの対象になった。

## 背景
ニュージーランドの祝日の一つにワイタンギ・デーがある。1840年2月6日にイギリスの国王とマオリ族の代表者が結んだ、ワイタンギ条約の調印を祝う日である。このワイタンギ条約は長年にわたりヨーロッパの植民地主義者からは無視されており、ワイ・パラタ対ウエリントン主教事件に対する1877年の最高裁判決では条約の「完全なる無効」（simple nullity）化まで宣言されていたために、ワイタンギ・デーの祝賀イベントは、政治的な抗議活動の場になることが珍しくなかった。祝典に出席した政治家は詰め寄られたり野次をあびることもあり、2004年には野党のリーダーだったドン・ブラッシュは泥を投げつけられ、2009年には首相のジョン・キーが2人の抗議活動家に掴みかかられている。
そして2016年2月は、ニュージーランドが環太平洋パートナーシップ協定（TPP)を12か国間で締結したばかりの時期だった。この協定は、ワイタンギ条約により保証されたマオリの自治権をおびやかすものだと、マオリの人々から広く批判されていた。首相のジョン・キーはこの協定に関する批判についての直接答える場をワイタンギで設ける意向だったが、集会所である「マラエ」では政治問題について議論することは許されないとされていた。ワイタンギ・デーの祝賀の2日前、ワイタンギでは大規模な反TPP協定への抗議活動が予定されていたこともあり、ジョン・キーは祝賀への出席をとりやめることにし、自分より年配の政治家で経済開発第のスティーブン・ジョイスを政府代表として出席させる調整をおこなった。

## 祝賀式典
ジョイスがワイタンギのテティマラエ（Te Tii Marae）で記者に話しかけている最中、クライストチャーチの看護師ジョシィー・バトラーがディルドーのようにみえるもの（人の顔大のサイズで、ゴム製のペニスと睾丸のかたちをしていた）をジョイスに投げつけた。ディルドーはジョイスの顔にぶつかって跳ね、その瞬間がカメラにとらえられた。ジョイスはとっさに「おおっと」(Goodo)と口にした。一方のバトラーは、ニュージーランドのTPP協定締結に抗議し、「私たちの主権に対するレイプだ」と叫んでいた。バトラーはそのまま逮捕されたが、のちにとくに罰を科されることなく釈放されている。彼女はのちに、自分の患者たちがTPP協定により医療コストをさらに負担することへの懸念について語っているが、ディルドーの意味についてはとくに触れていない。

## その後
この事件は当時「ディルドーゲート」とも呼ばれ、国際的なセンセーションを巻き起こした。ジョイスはしばらくの間、ロード・オブ・ザ・リングのビルボ・バギンズとかけて「ディルド・バギンズ」のあだ名がつけられた。事件後すぐにジョイスは当時のTwitterで「誰かジョン・オリバーにGIFを送っておいてくれ、それでようやくケリがつく…」と投稿した（ジョン・オリバーはコメディアンで、当時ニュージーランドのニュースをくりかえしネタにしていた）。オリバーは自身の番組「ラスト・ウィーク・トゥナイト」でさっそくこの事件を取り上げ、様々なネタで笑いにした。この回では、ピーター・ジャクソンが新デザインのニュージーランド国旗（ジョイスの顔とディルドーがあしらわれた）を振り回したり、ハレルヤ・コーラス調でコーラス隊が事件のあらましを合唱したり、巨大なディルドーの着ぐるみをきたパフォーマーが画面のなかを跳ねまわった。この回を見たジョイスはTwitterで「これはだいぶ笑えるね」と投稿した。

## ディルドー
ジョイスに投げつけられたものは当時のメディアでは「ディルドー」、「セックストイ」と表現されていたが、後にバトラーは実際には「犬用の音が鳴るおもちゃ」だったと語っている。「抗議活動に最も有効な形式」をGoogle検索で調べたバトラーは、2008年のブッシュ大統領への靴投げ事件を知り、ジョイスにけがをさせる危険が靴よりも少ない犬用のおもちゃを選んだという。
ドキュメンタリー作家のヘイデン・ドネル(Hayden Donnell)は事件後にこのディルドーを見つけようという試みをはじめた。バトラーの行為は犯罪としては扱われなかったので、ディルドーは現場で警察から押収されていたものの証拠品にはなっていなかった。ドネルはドキュメンタリーシリーズ「Get It to Te Papa」の最初のエピソードをこのディルドーの捜索にあてている。見つかれば、ニュージーランド国立博物館テ・パパ・トンガレワに収蔵される可能性もあったが、結局警察が処分していたことが明らかになった。